# Erioptera (Mesocyphona) leucopasta
Erioptera (Mesocyphona) leucopasta is een tweevleugelige uit de familie steltmuggen (Limoniidae). De soort komt voor in het Neotropisch gebied.